# Järnrörsskandalen

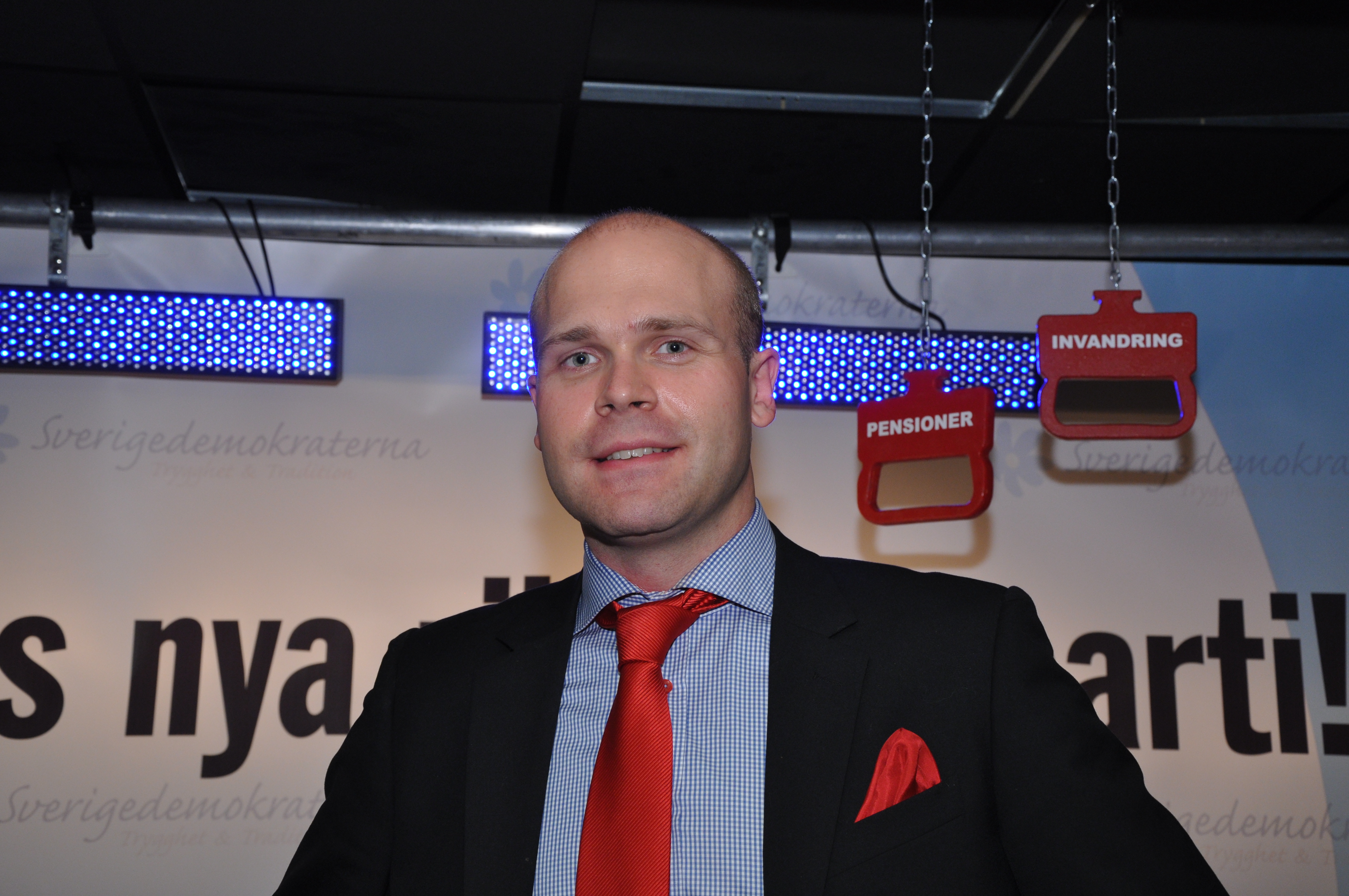
Erik Almqvist.

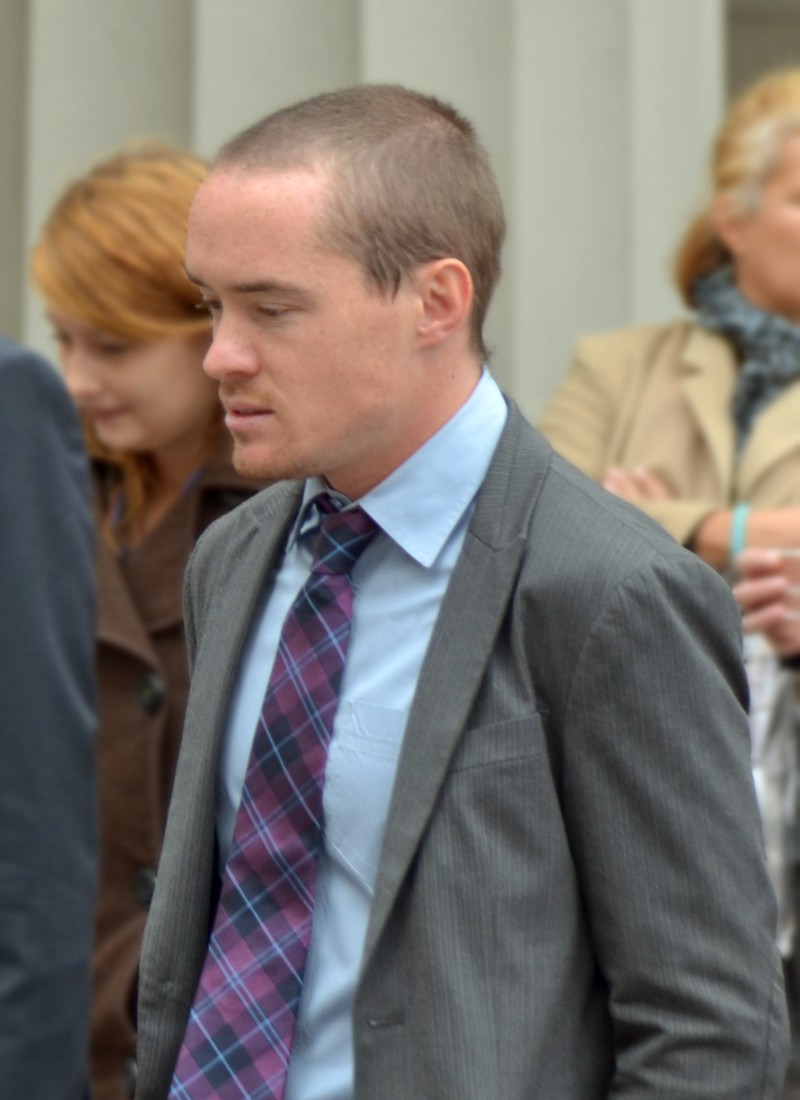
Kent Ekeroth.

Järnrörsskandalen var en svensk politisk skandal rörande de tre sverigedemokratiska politikerna Erik Almqvist, Kent Ekeroth och Christian Westling i november 2012, varav de två förstnämnda var riksdagsmän. Kvällstidningen Expressen visade att de tre, som komikern Soran Ismail hävdat redan två år tidigare, hade attackerat honom och flera andra personer med såväl rasistiska som sexistiska tillmälen efter en utekväll på Kungsgatan i Stockholm i juni 2010. Expressen kunde visa filmer från Kent Ekeroths mobilkamera som han filmat med vid tillfället, men de har inte förklarat hur de kommit över materialet. Bilderna visade också att de tre politikerna hade beväpnat sig med metallrör från en byggnadsställning i samband med händelsen, vilket är anledningen till att den kallas "järnrörsskandalen", och den ledde till att de tre politikerna lämnade samtliga eller flera av sina uppdrag.

## Händelseförlopp
Några dagar före valet 2010 publicerade Soran Ismail filmsnuttar på Youtube där sverigedemokraterna Erik Almqvist, Kent Ekeroth och Christian Westling under ett verbalt bråk med bland andra komikern. Sverigedemokraterna var vid tidpunkten för bråket ännu inte ett riksdagsparti. Sverigedemokraterna menade att det var de själva som blivit hotade av komikern och hans vänner och att det mesta av Soran Ismails kommentarer till filmen var rena lögner, och de fick stöd av partiledningen. Bland annat visade Sverigedemokraterna en motfilm som var tagen med Kent Ekeroths kamera som stöd till sin version.
I november 2012 följde kvällstidningen Expressen upp bråket med Ismail, och kunde visa oredigerade filmklipp ur Kent Ekeroths mobiltelefon från händelsen, där det avslöjades att Erik Almqvist bland annat sagt att Ismail "beter sig som en babbe", är svenskfientlig och inte hör hemma i Sverige, att han argumenterar "som en liten fitta" och att Sverige är "mitt land, inte ditt". Han kallade även en ung kvinna för "lilla hora" och en annan man (den berusade mannen) för "blatte-lover".
Filmklippen visar hur en ung kvinna blir knuffad in i sidan på en bil av Kent Ekeroth när hon försökt stoppa honom från att filma henne. ”Jag gör vad fan jag vill. Fattar du? Backa!” sa Ekeroth till kvinnan.
De sverigedemokratiska politikerna hamnar i bråk med en redlöst berusad kille. Killen backar medan SD-politikerna knuffar och slår mot honom. Almqvist håller höjda knutna nävar och slår mot mannens hand som gör att han tappar sin ölburk. När mannen böjer sig ner för att plocka upp burken, gör Almqvist ett utfall med sparkar mot mannen. Under hela sekvensen backar mannen och Ekeroth skriker om att mannen försökt ta hans mobiltelefon. Westling fortsätter att gå mot mannen och vid flera tillfällen är hans händer i huvudhöjd med mannens. Westling säger upprepade gånger med aggressiv ton till mannen att han ska backa. Han knuffar också mannen och säger "Lär dig prata svenska. Prata svenska för fan." Westling utbrister efter tumultet "Vad är det för fel på folk i det här jävla landet?" Kent Ekeroth svarar skrattande "Ey, med vår politik blir det inga fler såna."
En ung kvinna reagerade på sverigedemokraternas uppträdande och frågade "Varför började du slå den där killen?" Westling svarar med att killen hade gått till attack. Ekeroth förklarar att killen hade försökt sno hans mobiltelefon. Hon ifrågasätter därefter varför de alla tre givit sig på den redlöst berusade mannen istället för att sköta det man mot man. Hon utbrister sedan "Driver ni med mig?! Insåg inte ni själva vad fan ni höll på att göra? Han backade!" Ekeroth kontrar med att hänvisa till att mannen hade försökt ta hans mobiltelefon. Något kvinnan inte godtar som förklaring till beteendet och konstaterar att hon och sverigedemokraterna uppfattat "två totalt olika situationer". Westling säger till kvinnan "Du och jag stod ju och snackade, du såg ju inte ens...". Hon vidhåller att hon såg de tre på gatan när de gav sig på mannen. Erik Almqvist tröttnar på henne och säger "Men skit i den här lilla horan. Skit i henne nu." och de tre börjar gå. "Vi ska åt det här hållet. Här är han" säger Almqvist, och de tre ger sig på den berusade mannen igen. När de går vidare säger Westling till mannen "Hurru, bete dig som en svensk". Mannen håller händerna rakt upp i luften och säger "Jag beter mig, jag står så här. Rör mig inte." och frågar "Vad betyder det här?" upprepade gånger. Ekeroth replikerar med "Det betyder att du är aggressiv." Samtidigt viskar Almqvist något till mannen som svarar frågande "Babbe? Babbe?" Almkvist höjer händerna igen till beredskap för slagsmål varpå mannen säger "Jag har inte gjort dig... Varför är du nojig?" Almqivst försöker sänka mannens händer som fortfarande hålls rakt upp i luften, vilket inte uppskattas av mannen som säger "Ta inte i mig!" När sammandrabbningen närmar sig sitt slut upprepar Westling återigen uppmaningen att han ska lära sig prata svenska. En annan man dyker upp och vill ta med den berusade mannen bort från SD-politikerna. Då smyger Almqvist fram bakifrån och viskar framåtböjt "Blatte lover" till mannen som återigen backar. Politikerna skrattar och lämnar platsen.
När sammandrabbningen upphört, yttrar Almqvist "Det är så roligt att göra så där bara för att jävlas" följt av skratt mellan Almqvist, Westling och Ekeroth. Senare, när de tre sverigedemokraterna är helt ensamma, beväpnar de sig med metallrör från en byggnadsställning och börjar återvända till platsen där den berusade mannen de tidigare bråkade med befinner sig. Kent Ekeroth säger i videon "Alltså, vi vill inte göra någonting, vi försvarar oss. Vi försvarar oss". I bild syns hur Almqvist går först följd av Westling, båda beväpnade med metallrör, även Ekeroth håller ett i handen. Men de blir avbrutna när de hör sirener, "Det är snuten, va?" säger Westling, och bekräftas av Almqvist. "Fan vad bra. Vänta vi kollar" säger Westling. De släpper rören och börjar springa och Ekeroth skrattar för att se vad som händer med den berusade mannen. Sedan återvänder de, och när de ser att polisen tagit hand om mannen de bråkat med, går de fram till poliserna och ljuger om att mannen skulle ha hotat dem och att det hade varit obehagligt för dem. Erik Almqvist tillbakavisade först anklagelserna om lögn, men erkände efter det att filmklippen hade offentliggjorts.

## Politikernas försvar och Expressens publicerande av video
Till sitt försvar har SD och Erik Almqvist tagit upp att Ismail innan hade kallat dem bland annat "riksmongon" och att mannen de bråkade med uppgav sig tillhöra det kriminella gänget Original gangsters.
I ett senare offentliggjort klipp framgår det dock att Erik Almqvist inte alls trott på mannens påstående om att han var med i ett gäng, och efter att ha pratat med polisen om bråket, säger han att "det funkar alltid att vara ögontjänare" när de går därifrån.  SD har också kritiserat att Expressen "klippt och klistrat" och inte vill visa allt filmat material, något som kvällstidningen senare gjorde, vilket visade att händelseförloppet inte var förvrängt.

## Efterspel
Affären ledde till att Erik Almqvist den 14 november 2012 lämnade sitt uppdrag som ekonomisk-politisk talesman för partiet samt sin plats i verkställande utskottet och i partistyrelsen. Den 30 december 2012 meddelade Almqvist att han även lämnade sin riksdagsplats och avsade sig sitt medlemskap i partiet. Avsägelsen från riksdagen dröjde dock. Den 21 november 2012 meddelade Kent Ekeroth att han lämnade sitt uppdrag som rättspolitisk talesperson och att han inte skulle delta i några utskottsarbeten. Den 28 november 2012 meddelade överåklagare Mats Åhlund att förundersökning inte skulle inledas mot Ekeroth.
Den 24 januari 2013 upphörde Ekeroths uppehåll när han blev suppleant i EU-nämnden och näringsutskottet. Händelsen resulterade inte i något synbart minskat stöd i opinionen för Sverigedemokraterna.
I augusti 2014 sade sig Jimmie Åkesson inte veta vad skandalen var, detta då han menade att media gav en felaktig bild av skeendena.

### Upphovsrätten
Kent Ekeroth har, i egenskap av filmare, hävdat den upphovsrätt som tillkommer honom i enlighet med fotorätten. År 2014 blev det känt att Kent Ekeroth stämt Göteborgs-Posten för att de publicerat hans bilder från järnrörsskandalen utan tillstånd. Kent Ekeroth lämnade även in en stämningsansökan mot Dagens Media rörande "otillåten exemplarframställning, otillåtet tillgängliggörande samt kränkning av ideell rätt, i strid med lag (SFS 1960:729) om upphovsrätt till litterära och konstnärliga verk". Tingsrätten beslutade att Ekeroth skulle tilldelas 4 200 kronor som kompensation för publiceringen. I summan ingick även 1 000 kronor i skadestånd. Ekeroth överklagade till Hovrätten över Skåne och Blekinge och krävde 8 000 kronor i skadestånd. Den 19 mars 2015 tillerkändes Ekeroth ytterligare 3 100 kronor av Göteborgs-Posten.
Sveriges Television hade under ett antal år, utan Ekeroths tillåtelse, använt bilder och sekvenser ur filmen i olika program. Patent- och marknadsöverdomstolen gav Kent Ekeroth rätt även mot SVT, men SVT överklagade till Högsta domstolen som även de gav Ekeroth rätt och dömde SVT att betala upphovsrättsersättning och skadestånd samt Ekeroths rättegångskostnader. I samband med rapporteringen om domen publicerade SVT åter utdrag ur filmen i sin nyhetssändning, och SVT Nyheters divisionschef, Anne Lagercrantz, sade att SVT skulle verka för en lagändring.